# SRAM (cykeldelstillverkare)
SRAM är en amerikansk tillverkare av cykeldelar, bildad 1987.
De har genom olika uppköp och sammanslagningar tagit över tillverkningen och moderniserat de populära växlade och oväxlade Torpedonaven som ursprungligen tillverkades av tyska Sachs.